# ヴァイスドルフ
ヴァイスドルフ (ドイツ語: Weißdorf) は、ドイツ連邦共和国バイエルン州オーバーフランケン行政管区ホーフ郡の町村（以下、本項では便宜上「町」と記述する）で、シュパルネック行政共同体の一員。

## 地理
ヴァイスドルフは、フィヒテル山地自然公園北端のザーレ川沿いに位置する。ミュンヒベルクの東約5km、ホーフ市の南東20kmにあたる。

### 自治体の構成
この町は、公式には13の地区 (Ort) から構成される。このうち、孤立農場などを除く集落を以下に列記する。
- ベルラス
- ベンク
- ブーク
- ヴァイスドルフ
- ヴルマースロイト

## 歴史
ヴァイスドルフが初めて文献に現れるのは、1364年である。1792年から設けられたプロイセン王国バイロイト侯領のアムトは、1807年のティルジットの和約によってフランス管理下に置かれ、1810年にバイエルン王国領となった。この時、ポデヴィル男爵がこの地を所領として治めた。
1938年には隣接する自治体のブークが解体され、ブーク地区とオッペンロート地区が編入された。また、マルカースロイトからヴルマースロイトも編入された。1976年7月1日には、かつてハラーシュタインに属していたベンク地区が、自発的に編入してきた。1978年の自治体再編の時代には、アルベルツロイトとベルラス（かつてはゾイルビッツ）がヴァイスドルフと合併した。

### 人口推移
この町域の人口は、1970年に1,468人、1987年に1,256人、2000年に1,421人と推移した。

## 行政
2014年5月1日から、ハイコ・ハイン (Überparteiliche Freie Wählergemeinschaft) が首長を務めている。

## 文化と見所

### レクリエーション施設とスポーツ施設
- ヴァイスドルフ家庭菜園愛好会の菜園施設
- ザーレ川沿岸のヴァイスドルフ競技場
- TuSヴァイスドルフ（体操・スポーツクラブ）のスポーツ施設（サッカーグランド、テニスコート、陸上競技の走路、走幅跳の施設、ハンマー投の競技施設）
- ヴァイスドルフ体育館

### 見所

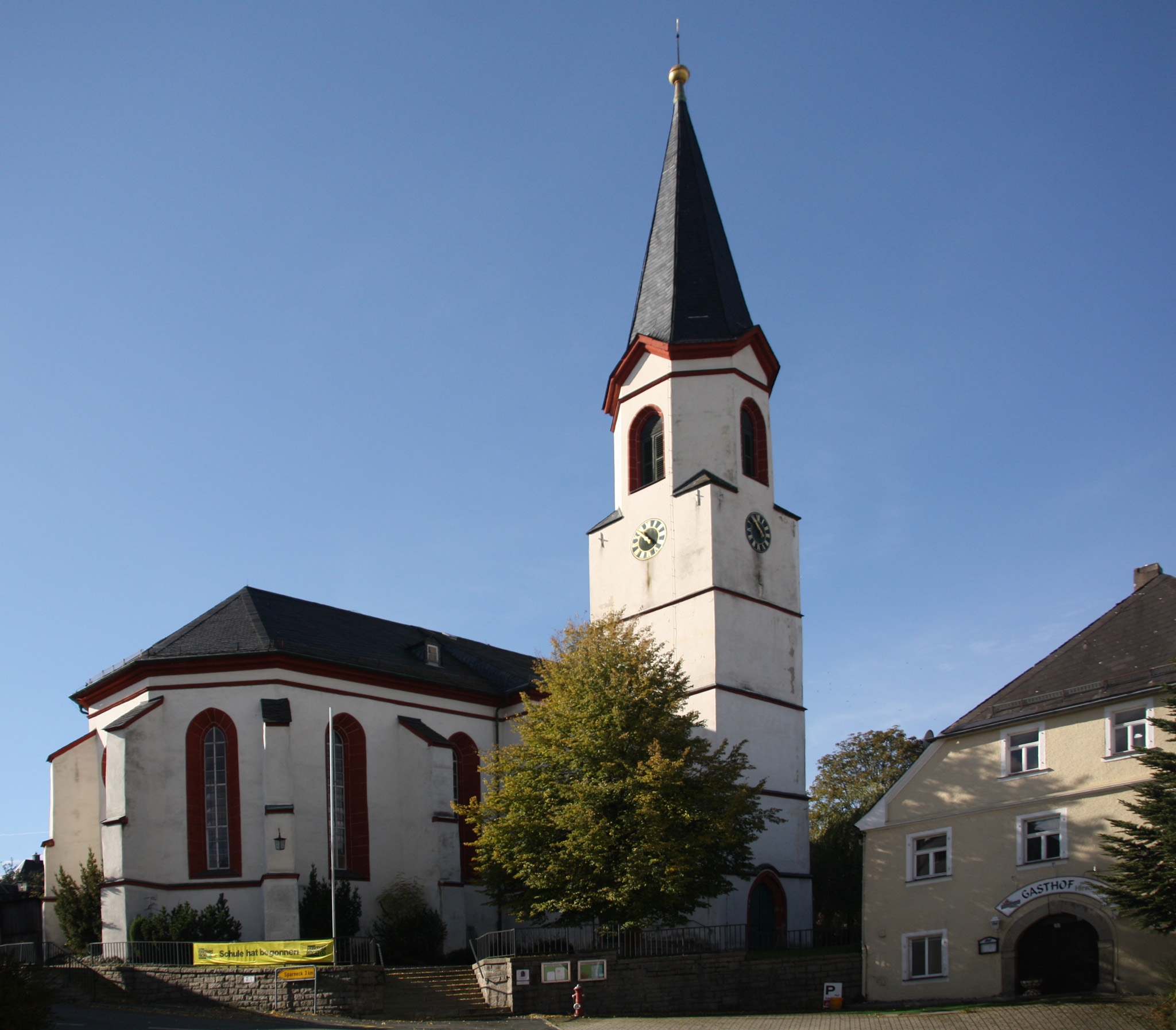
聖マリア教会

- 1480年に建造された後期ゴシック様式のホール式教会である聖マリア教会
- 水城（私邸であり、施設内の見学・立ち入りは不可）
- ウプローデ城址